# ディープ・セレクション 1977-1982
『ディープ・セレクション 1977-1982』（Deep Cuts, Volume 2 (1977–1982)）は、イギリスのロックバンド、クイーンの1977年から1982年までの曲を集めたコンピレーション・アルバムで、前作『ディープ・セレクション 1973-1976』と同様にあまり知られていない曲が多く収録されている。

## 収録曲
| #         | タイトル                                           | 作詞・作曲             | 時間  |
| --------- | -------------------------------------------------- | ---------------------- | ----- |
| 1.        | 「ムスターファ」(Mustapha)                         | フレディ・マーキュリー | 3:01  |
| 2.        | 「シアー・ハート・アタック」(Sheer Heart Attack)   | ロジャー・テイラー     | 3:28  |
| 3.        | 「永遠の翼」(Spread Your Wings)                    | ジョン・ディーコン     | 4:34  |
| 4.        | 「うつろな人生」(Sleeping on the Sidewalk)         | ブライアン・メイ       | 3:08  |
| 5.        | 「イッツ・レイト」(It's Late)                      | ブライアン・メイ       | 6:27  |
| 6.        | 「ロック・イット」(Rock It (Prime Jive))           | ロジャー・テイラー     | 4:34  |
| 7.        | 「デッド・オン・タイム」(Dead on Time)             | ブライアン・メイ       | 3:25  |
| 8.        | 「スウィート・シスター」(Sail Away Sweet Sister)   | ブライアン・メイ       | 3:34  |
| 9.        | 「ドラゴン・アタック」(Dragon Attack)              | ブライアン・メイ       | 4:21  |
| 10.       | 「アクション・ディス・デイ」(Action This Day)      | ロジャー・テイラー     | 3:35  |
| 11.       | 「プット・アウト・ザ・ファイア」(Put Out the Fire) | ブライアン・メイ       | 3:20  |
| 12.       | 「ステイング・パワー」(Staying Power)              | フレディ・マーキュリー | 4:13  |
| 13.       | 「ジェラシー」(Jealousy)                           | フレディ・マーキュリー | 3:15  |
| 14.       | 「宇宙戦争のテーマ」(Battle Theme)                 | ブライアン・メイ       | 2:20  |
| 合計時間: | 合計時間:                                          | 合計時間:              | 53:15 |

## パーソネル
- フレディ・マーキュリー - リード・ボーカル、バッキング・ボーカル、ピアノ、シンセサイザー、キーボード、シンセベース（「ステイング・パワー」）
- ブライアン・メイ - リード・ボーカル（「スウィート・シスター」「うつろな人生」）、ファルセット・ボーカル（「プット・アウト・ザ・ファイア」）、バッキング・ボーカル、シンセサイザー、パーカッション
- ロジャー・テイラー - ドラムス、パーカッション、リード・ボーカル（「ロック・イット」）、バッキング・ボーカル、シンセサイザー、リズムギター & ベース（「シアー・ハート・アタック」）
- ジョン・ディーコン - ベース、アコースティック・ギター、シンセサイザー、リズムギター（「ステイング・パワー」）